# Игуманија Нектарија (Трајаноска)
Нектарија Трајаноска (Пуста Река код Крушева, 22. марта 1966) монахиња је Српске православне цркве и игуманија Манастира Каленића.

## Биографија
Игуманија Нектарија (Трајаноска), рођена је 22. марта 1966. године у селу Пуста Река код Крушева, (Сјеверна Македонија), од побожних и честитих родитеља. Основно образовање стекла је у своме родном месту Пустој Реци.
Ступа у Манастир Каленић код Опарића као искушеница 1990. године под руководство тадашње схи игуманије мати Марјамије Гавриловић. Након четири године искушеништва замонашена је у 27. септембра 1994. године у Каленићу од стране епископа шумадијскога господина др Саве Вуковића приликом монашења је добила име Нектарија.
Након упокојења старешине манастира схи-игуманије Марјамије Гавриловић 3. марта 2000. године а одлуком епископа шумадијскога господина Саве постављена је за игуманију Манастира Каленића где успешно води манастирско сестринство 24. године.